# Oana Corina Constantin
Oana Corina Constantin (n. 12 noiembrie 1991, Constanța) este o gimnastă română specializată în gimnastică aerobică, campioană mondială pe trio și grup în 2014, precum și la individual în 2016, și dublă campioană europeană în 2011 (la individual), în 2013 (la trio) și în 2015 (la individual).

## Carieră
Primul sport pe care l-a practicat a fost gimnastica ritmică, la vârsta de patru ani, apoi s-a apucat de gimnastică aerobică la vârsta de 14 ani, după o problema de sănătate. În 2007 s-a alăturat echipei naționale de juniori. Începând cu 2009 este în componență echipei de seniori.
În 2011 a obținut medalia de aur la individual și medalia de argint pe grupe la Campionatul European de la București. Doi ani mai târziu a cucerit aurul la individual și argintul la trio și pe grupe la Jocurile Mondiale de la Cali organizate pentru sporturile neolimpice. În același an, și-a repetat performanță din București la Campionatul European de la Arques performanța din București, cu o medalie de aur la trio și o medalia de argint pe grupe. În 2014 a urcat pentru prima dată pe un podium mondial, câștigând două medalii de aur și două de argint la Mondialele de la Cancún.
După acesta a luat o pauză pentru a se consacra programului „Happy Dance Power System” înființat de coreograful brazilian Paulo Santos. S-a întors în competiție la Campionatul European de la Elvas, unde a cucerit medalia de aur la individual. În 2016 a contribuit la medalia de argint cucerită de echipa la Campionatul Mondial de la Incheon și a câștigat titlul mondial la individual.
În 2019 a devenit campioană mondială de gimnastică aerobică în proba individuală, la Campionatele lumii găzduite în iulie de Incheon (Coreea de Sud)

## Legături externe
- Profil Arhivat în 30 iunie 2016, la Wayback Machine. la Federația Internațională de Gimnastică